# موسی بن کعب التمیمی
موسی بن کعب التمیمی (انگلیسی: Musa ibn Ka'b al-Tamimi) معروف به ابو عيينه فرمانروای مصر در دوران خلافت عباسی بود.